# Municipio de Santa María Chachoápam
El municipio de Santa María Chachoápam es un municipio de 733 habitantes situado en el Distrito de Nochixtlán, Oaxaca, México. 

## Demografía
En el municipio habitan 733 personas. En 2010, contaba con tres escuelas preescolares, tres primarias y ninguna secundaria, bachillerato o escuela de formación para el trabajo.

## Localidades
En el municipio se encuentran los siguientes poblados, siendo Santa María Chachoápam la cabecera municipal.
| Nombre de la localidad    | Población (2010) |
| ------------------------- | ---------------- |
| Santa María Chachoápam    | 435              |
| La Cumbre Perales         | 142              |
| San Agustín Montelobos    | 84               |
| San Antonio Perales       | 57               |
| La Cañada                 | 30               |
| Río Chiquito (Yuxasichi)  | 5                |
| La Peña                   | 4                |
| Faustino Benito Hernández | 4                |
| Camino a Yucuita          | 3                |
| Santa Ana                 | 2                |